# Ryan Wedding
Ryan James Wedding, né le 14 septembre 1981, est également connu par les surnoms de « El Jefe », « Giant » ou « Public Enemy », est une figure de proue du narcotrafic canadien. Il était également un snowboardeur professionnel. Sa participation à l'épreuve de slalom géant parallèle masculin lors des Jeux olympiques d'hiver de 2002 s'est soldée par un classement à la 24e position. Le 6 mars 2025, l'inscription de Wedding sur la liste des dix fugitifs les plus recherchés du FBI est officialisée, intervenant en substitution de celle d'Alexis Flores.

## Biographie

### Carrière de snowboardeur
Il a commencé sa carrière à l'âge de 12 ans et a remporté une médaille de bronze au slalom géant parallèle aux Championnats du monde juniors de 1999 et une médaille d'argent aux Championnats du monde juniors de 2001.
Aux Jeux olympiques d'hiver de 2002 à Salt Lake City, il a concouru pour l'équipe canadienne en slalom géant parallèle masculin de snowboard, où il a terminé 24e au classement général.

### Carrière criminel
Après les Jeux olympiques d'hiver de 2002, il a intégré l'Université Simon Fraser, mais a abandonné ses études après être devenu trafiquant de marijuana. Il a développé son activité en s'associant à des trafiquants de cocaïne, iraniens et russes.
En 2006, Wedding a été cité dans un mandat de perquisition pour avoir prétendument cultivé de grandes quantités de marijuana, mais n'a pas été inculpé.
En 2010, il a été reconnu coupable d'avoir tenté d'acheter de la cocaïne à un agent du gouvernement américain en 2008, pour laquelle il a été condamné à quatre ans de prison.

#### Cartel de sinaloa
Selon les autorités, depuis sa libération, Ryan Wedding s'est enfui au Mexique et est devenu un membre de haut rang du cartel de Sinaloa, où il est connu sous les surnoms de « El Jefe », « Géant » ou « Ennemi public ».
Le commandant en second présumé du réseau de trafic de Wedding a été arrêté au Mexique en octobre 2024.
Le 6 mars 2025, Wedding a été ajouté à la liste des dix fugitifs les plus recherchés par le FBI, remplaçant Alexis Flores. Le FBI offre une récompense pouvant aller jusqu'à dix millions de dollars américains pour sa capture.

#### Accusations
Le 17 octobre 2024, Ryan Wedding a été inculpé par le ministère américain de la Justice pour « diriger un groupe criminel organisé transnational impliqué dans le trafic de cocaïne et le meurtre, y compris de civils innocents ». Il est inculpé de plusieurs crimes, dont trafic de drogue, direction d'une organisation criminelle, trois chefs de meurtre et une tentative de meurtre.
Il était l'une des seize personnes à être inculpées dans le cadre de l'opération Giant Slalom dans le cadre d'une enquête conjointe menée par plusieurs agences fédérales,.
Les meurtres dont Ryan Wedding est accusé d'avoir commis sont ceux de Jagtar Sidhu, de Harbhajan Sidhu et Mohammed Zafar. Les Sidhus ont été tués en novembre 2023, tandis que Zafar a été tué en mai 2024.

### Vie privée
En 2011, alors qu'il était en prison, Ryan Wedding a épousé une Britanno-Colombienne. Ils se sont séparés.